# Orthopodomyia lanyuensis
Orthopodomyia lanyuensis är en tvåvingeart som beskrevs av Lien 1968. Orthopodomyia lanyuensis ingår i släktet Orthopodomyia och familjen stickmyggor.
Artens utbredningsområde är Taiwan. Inga underarter finns listade i Catalogue of Life.